# Afonso de Noronha
Afonso de Noronha (1510 - ?) fue un noble y militar portugués,  gobernador de Ceuta entre 1540 y 1549, sucediendo a su hermano, Nuno Álvares Pereira de Noronha  y 5.º virrey de la India y 16.º gobernador de la India portuguesa (1550-54), sucediendo a Jorge Cabral en un cargo de mucho prestigio.
En la India , construyó las fortalezas de los Reyes Magos de Goa y de Mascate, pacificó  Ceilán y defendió con valentía la ciudad de Ormuz, cuando fue atacado por una poderosa flota turca.
Fue el cuarto hijo de Fernando de Menezes, II marqués de Vila Real, con María Freire de Andrade.

| Predecesor: Jorge Cabral | 15.º gobernador de la India portuguesa 1550 — 1554 | Sucesor: Pedro Mascarenhas |